# 에이펙스 (영화)
에이펙스(Apex)는 캐나다에서 제작된 에드워드 드레이크 감독의 2021년 액션, 스릴러 영화이다. 브루스 윌리스 등이 주연으로 출연하였다.

## 출연

### 주연
- 브루스 윌리스
- 닐 맥도프

## 같이 보기
- 런닝맨 (1987년 영화)
- 헌트 (2020년 영화)